# I Lunatici
I Lunatici è un programma radiofonico in onda su Rai Radio 2 a partire dal 10 settembre 2018 e presentato dai due conduttori Roberto Arduini e Andrea Di Ciancio in diretta dalla Sala D degli studi di via Asiago in Roma.
A partire dal 13 aprile 2021, una parte del programma viene trasmessa anche in simulcast su Rai 2 dall'1:15 alle 2:30 (tuttavia tale orario è stato successivamente cambiato, rendendolo variabile come inizio e durata a seconda dei giorni).

## Nome
Il nome della trasmissione è volutamente ambivalente: da una parte richiama la luna, simbolo dell'orario notturno tipico del programma, dall'altra vuole alludere alla caratteristica che contraddistingue più di tutte lo svolgimento, cioè la mutevolezza e variabilità degli argomenti suggeriti e discussi, siccome non esiste una vera e propria "scaletta" e i veri protagonisti sono gli ascoltatori, che a turno interagiscono, dialogano o riflettono con i due conduttori Arduini e Di Ciancio.

## Programma

### Contenuto
La trasmissione vede il suo fulcro essenzialmente negli interventi in diretta dei vari ascoltatori, che, attraverso il classico numero telefonico 06 3131, hanno costantemente la possibilità di proporre diversi temi da trattare e raccontare le proprie esperienze, le quali solitamente trovano il proprio filo conduttore in un argomento lanciato dagli stessi Arduini e Di Ciancio, che rispondono con arguzia e capacità d'improvvisazione. In aggiunta a ciò, secondariamente, gli ascoltatori possono anche mettersi in contatto, interagire e discutere con altri ascoltatori, mandare saluti o fare delle dediche.
Oltre alle chiamate telefoniche in diretta, gli ascoltatori (e, quando in televisione, i telespettatori) possono contribuire al programma inviando messaggi vocali, immagini e foto attraverso un apposito numero WhatsApp o per mezzo dei social media Twitter, Instagram e Facebook.
Dalla quinta edizione, precisamente dall'ottobre del 2022, il programma rende possibile anche videochiamare in diretta, aumentandone così l'interattività e il senso di community.

### Orario
La trasmissione, che fino al 2019 è andato in onda anche durante il fine settimana, dapprincipio prevedeva una durata di sei ore, cioè compresa tra la mezzanotte e le 6:00 (in particolare la prima edizione è andata in onda dalle 0:30 alle 6 e il sabato e la domenica fino alle 5 mentre la puntata zero, andata in onda il 10 settembre 2018 è andata dalle 5 alle 6), tuttavia, dopo tre edizioni (cioè a partire dal dicembre del 2021), l'orario notturno è stato ridotto di due ore, portandolo ad essere dalle 00.00 alle 4:00 (di diretta fino un orario variabile tra le 02.50 e le 03.30, successivamente vengono trasmessi degli audio registrati con interviste e racconti di personaggi sportivi, attualità, tv, scienza ecc. Negli ultimi 10 minuti c'è l'almanacco multimediale un insieme di anniversari del passato riguardo musica e spettacolo) e ad abbandonare la fascia oraria del primo mattino lasciando spazio al programma spin-off La Sveglia di Radio2.. 
Attualmente va in onda dal lunedi al venerdì dalle 23:00 alle 3:00 per poi tornare ad iniziare ad iniziare alle 00:00 dall'8 gennaio 2024.

### Diretta televisiva
Oltre alla messa in onda televisiva sul secondo canale della Rai, nel dicembre del 2022, nell'ambito del progetto Visual Radio (già sviluppato dal 28 settembre 2020 nella piattaforma Rai Play) e del potenziamento crossmediale della radio, lo spettacolo radiofonico approda, insieme a tutta la programmazione di Radio2, anche sul canale 202 del digitale terrestre, dove è in diretta televisiva ad orario fisso dalla mezzanotte alle 2:00, mentre le restanti due ore viene trasmesso esclusivamente in versione radiofonica venendo sostituita da un'immagine fissa con il logo del programma.

## Riconoscimenti
Nel 2019 la trasmissione I Lunatici  si è aggiudicata il rinomato Premio Biagio Agnes per quanto riguarda la categoria Radio, il che costituisce un curioso primato: per la prima volta, infatti, un programma alla prima stagione di messa in onda è riuscito a fare suo tale premio.
Ad inizio 2020 a Roberto Arduini e Andrea Di Ciancio è stato assegnato il premio "Celebrity Awards". 
Il gettonato format ha inoltre conseguito il Microfono d'Oro di categoria in qualità di miglior trasmissione radiofonica notturna per ben cinque anni consecutivi: nel 2020, nel 2021 nel 2022, nel 2023 e nel 2024. 
Il 24 ottobre 2023 Roberto Arduini e Andrea Di Ciancio, conduttori de 'I Lunatici', hanno vinto l'Italian Tv Award. 
Infine, secondo quanto comunicato dalle rilevazioni TER (acronimo che sta per "Tavolo Editori Radio") relative al 2022 e calcolate sulla fascia oraria di competenza, I Lunatici risulta essere il programma radiofonico notturno più ascoltato in Italia.